# Son cemaat yeri

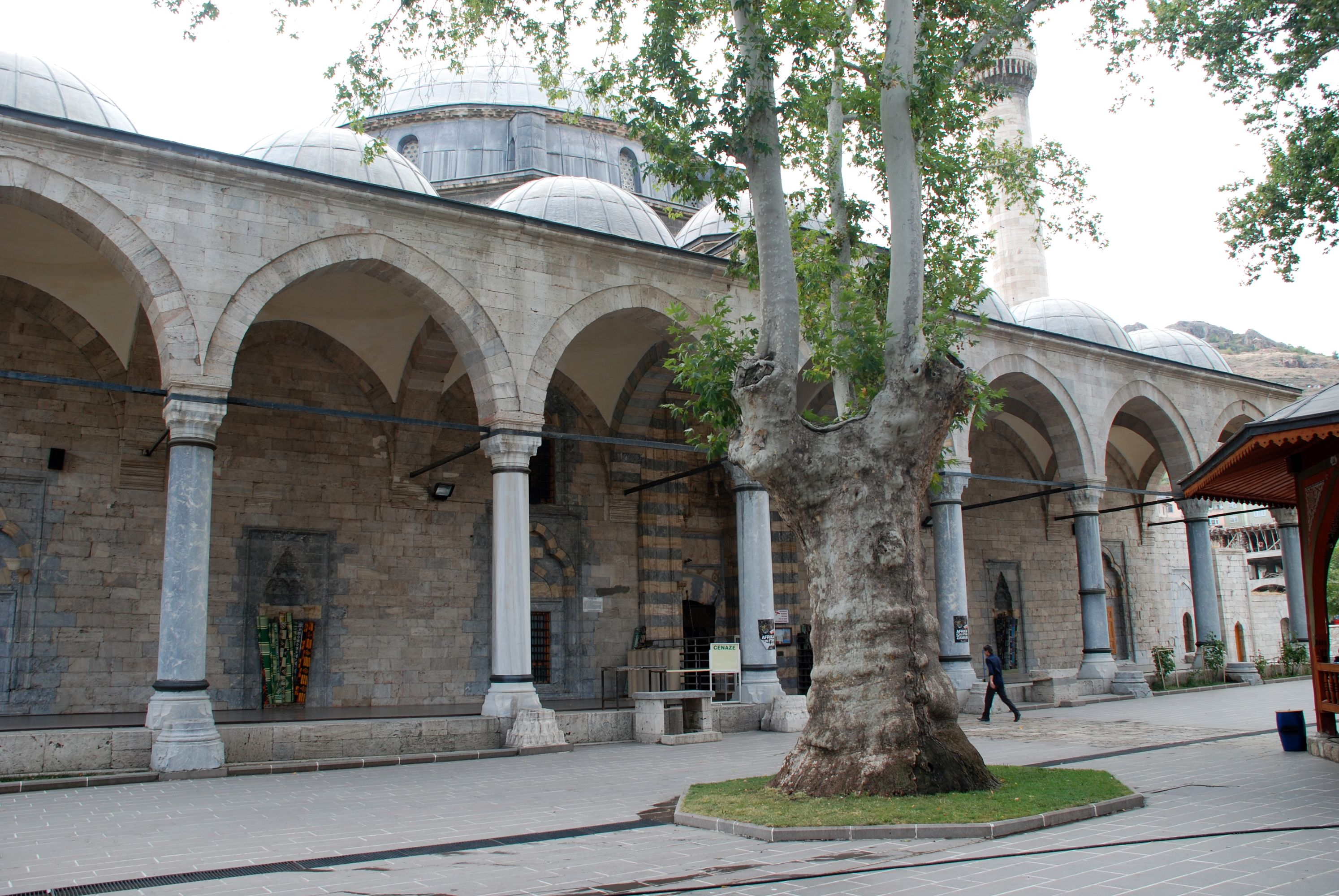
Moschea di Ali Pascià (Ali Paşa Camii) del 1572/3 a Tokat. Portico con sette arcate e mihrab laterali per chi prega all'esterno. Tipico dell'architettura provinciale ottomana del XVI secolo.

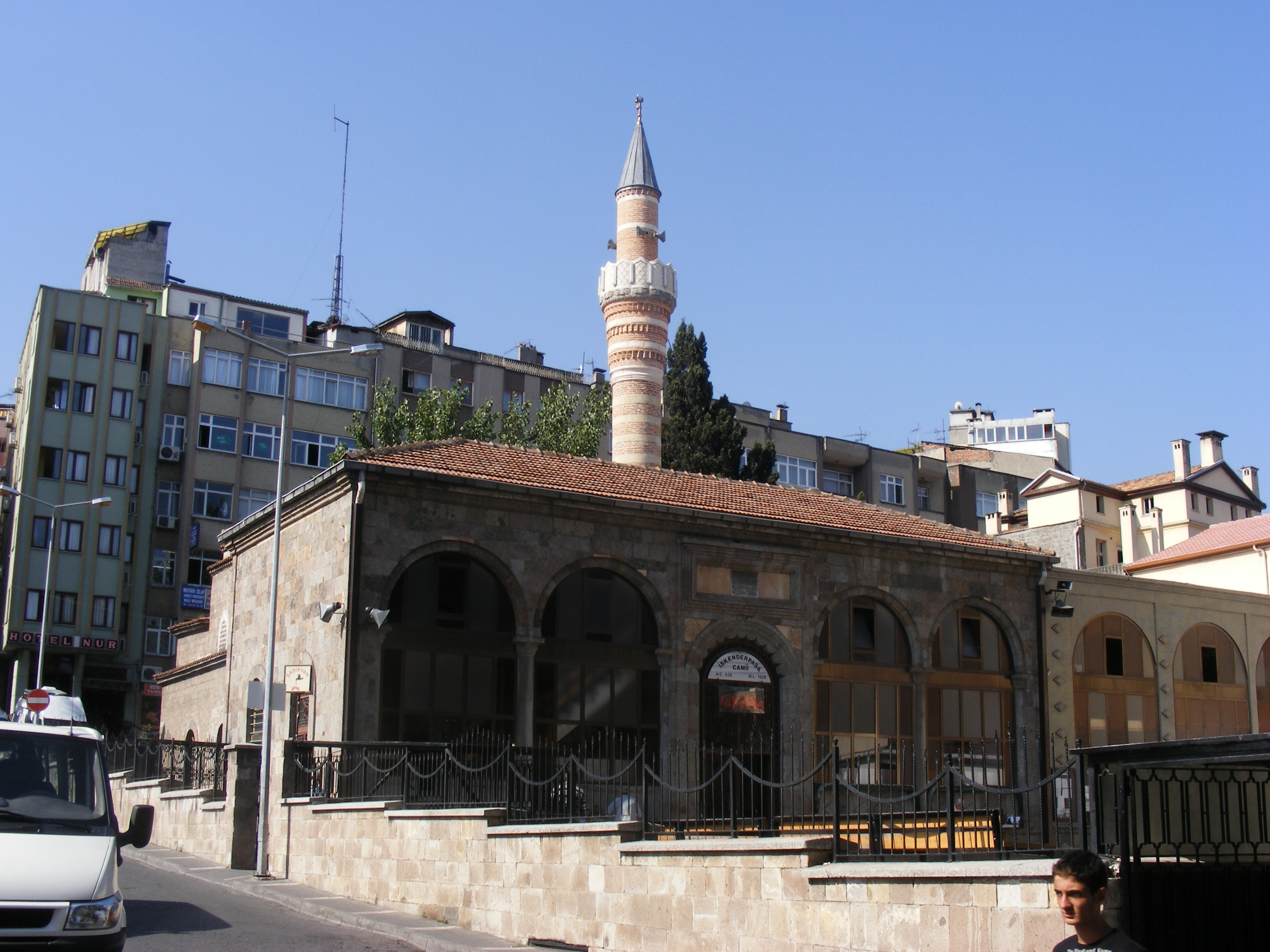
Moschea di Iskender Pascià (İskender Paşa Camii) a Trebisonda del XVII secolo. Nel 1883, per mancanza di spazio, fu aggiunto un son cemaat yeri davanti alla parete nord, che ora è chiuso da lastre di vetro.

Son cemaat yeri (sign. in turco "luogo di incontro per i ritardatari") è il termine turco che indica una piattaforma in pietra con un portico semiaperto davanti alla sala di preghiera di una moschea del venerdì (in turco cuma camii), che serve come spazio per i fedeli che arrivano in ritardo per la preghiera del venerdì e in occasione di festività speciali per eseguire la preghiera (in turco ṣalāt), oltre che come luogo in cui gli uomini possono socializzare durante il giorno.

## Descrizione
Il son cemaat yeri è un elemento caratteristico di molte grandi moschee ottomane e di solito si trova, insieme all'ingresso principale, sul lato settentrionale di fronte al muro della qibla, che in Turchia è rivolto a sud. Dal punto di vista architettonico, corrisponde al nartece solitamente costruito davanti al lato ovest delle chiese bizantine. Quest'ultimo è orientato con la direzione della preghiera verso l'abside e l'altare a est. Mentre le piccole moschee (in turco mescit) non hanno un nartece, quelle importanti includono anche un cortile rettangolare (in turco avlu) davanti al son cemaat yeri, che di solito è circondato sui tre lati rimanenti da portici o annessi e il cui centro è formato da una fontana di purificazione (in turco şadırvan) a forma di padiglione.
Il vestibolo della moschea è costituito da una piattaforma in pietra che si estende per tutta la lunghezza della parete nord su entrambi i lati della scalinata ed è coperta da una serie di cupole semicircolari. Le campate ad arco in mattoni, sostenute da colonne, costituiscono il supporto delle cupole e caratterizzano la facciata d'ingresso di queste moschee. Talvolta, a causa delle ristrutturazioni successive, gli spazi tra le colonne sono stati murati per proteggerli dalle intemperie o chiusi con lastre di vetro. I pavimenti in pietra possono essere ricoperti da tappeti o tavole.

## Esempi
Una caratteristica particolare è posseduta dal son cemaat yeri della Ahi Çelebi Camii di Istanbul, risalente al XVII secolo, donato da un medico di nome Ahi Çelebi ibni Kemal all'inizio del XVI secolo e da allora più volte restaurato e rimodellato. In questa moschea, nei pressi del Ponte di Galata, il portico è chiuso e appare come una caverna, poiché è ostruito da due massicci pilastri di sostegno al centro della stanza. Insieme ai pilastri corrispondenti sulle pareti, questi pilastri sostengono sei cupole.
Il venerdì o in occasione di particolari festività islamiche, il son cemaat yeri offre uno spazio aggiuntivo quando la moschea non può più ospitare tutti coloro che pregano. Un son cemaat yeri è generalmente accessibile dall'esterno, in modo che i fedeli non debbano attraversare la sala di preghiera prima di entrare. Secondo questa definizione, è controverso se la sala posta dietro la parete nord della moschea del Palazzo di Ishak Pascià, nell'estremo oriente della Turchia, iniziata alla fine del XVII secolo, possa essere descritta come un son cemaat yeri. Essa è accessibile solo attraverso la moschea e, secondo l'opinione comune, serviva come sala di preghiera allargata e in altri momenti come madrasa.